# 虎尾糖廠第一公差宿舍
虎尾糖廠第一公差宿舍，又稱為臺春館，為台灣虎尾糖廠中的一棟日式宿舍。該建築創建於日治時期大正5年（1916年），原為虎尾製糖所五間厝工場的第一招待所「臺春館」。該建築曾用於招待日本皇親國戚和內閣官員等，國民政府時期亦曾接待總統、行政院長、省長或國防部高階將軍等高階官員。2009年12月25日獲指定為縣定古蹟。

## 沿革
大正5年（1916年）8月，台灣總督府為招待日本皇族與貴賓，在虎尾製糖所五間厝工場（今虎尾糖廠）中修建了三棟木造建築作為招待所。其中最富盛名且最高級的，即為當時稱作「臺春館」的第一招待所，主要用來招待日本皇室成員和內閣官員等。大正14年（1925年），日本皇族秩父宮雍仁親王在留學歐洲途中，受大日本製糖株式會社社長藤山雷太之邀，巡視五間厝製糖工場，當時即曾登訪此處並聽取簡報。二次大戰之後，國民政府來台，臺春館改名為「待賓館」，作為公差宿舍使用，中華民國總統蔣經國、李登輝、副總統連戰等高級官員均曾到訪此處。
第一公差宿舍為三棟公差宿舍中保存狀況最佳者，第三次之，第二公差宿舍則已遭破壞改建為水泥建築。2009年12月25日，第一與第三公差宿舍獲指定為縣定古蹟。

## 建築特色
建築面積約421.48平方公尺。建築平面圖呈現為凹形，屋頂為灰藍色瓦磚，使用洋式建築手法，擁有日式建築與庭院，為木造1層樓日式洋房。室內建築為客室、餐廳、4間套房及1間總統套房。